# 은상어
은상어(학명: Chimaera phantasma)는 은상어과에 속하는 연골어류의 일종이다. 오스트레일리아와 중국, 일본, 한국, 누벨칼레도니, 필리핀, 타이완, 베트남 근처 수역에서 발견된다. 자연 서식지는 외양이다.

## 특징
몸길이는 1m 정도이다. 수심 90-600m의 바다에 살며, 산란기는 10월부터 다음해 7월까지로 긴 타원형 알을 바다 밑바닥에 낳는다. 먹이는 작은 게·물고기·오징어 등이다.